# Comitatul de Jaffa
Comitatul de Jaffa a fost creat ca urmare a cuceririi orașului Jaffa în februarie 1099 de către cruciații sub comanda lui Godefroy de Bouillon. Orașul, de curând fortificat, și teritoriul înconjurător este acordat în 1106, de către Balduin I cu titlul de conte și vasal al regelui de Ierusalim lui Hugo al II-lea du Puiset. În 1135 comitatul a fost confiscat de Fulc, rege de Ierusalim, în urma acuzației formale că ar avea legături sentimentale cu regina, adusă lui Hugo, în fapt este una din confiscările de seniorii ca urmare a răscoalei baronilor din regat împotriva suzeranului lor.
În urma cuceririi orașului Ascalon în august 1153 titlul de conte de Jaffa și Ascalon a fost purtat de diverși membri ai familiei regale de Ierusalim cu întreruperi, una dintre acestea fiind cauzată de pierderea orașului în favoarea ayyubizilor în urma bătăliei de la Hattin din 1187.
Cruciada a III-a, condusă de Richard Inimă de Leu, regele Angliei, readuce sub control Jaffa și Ascalon în 1191, comitatul revenind la statutul inițial de fief al regilor Ierusalimului până în 1245 când este acordat lui Ioan I de Ibelin⁠(en)[traduceți] ca favor dat de Isabela de Champagne, regenta Regatului de Ierusalim, bailului său Balian de Beirut.
În 1268 sultanul mameluc Baibars I asediază și cucerește Jaffa desființând definitiv domeniul comitatului însă titlul de conte de Jaffa și Ascalon rămâne și este transmis ereditar până la mijlocul secolului al XV-lea când este dat, în 1442, lui Georgio Contarini dallo Zaffo (sau di Giaffa) în urma unor servicii aduse reginei Ciprului Caterina Cornaro. Ultimul conte de Jaffa a fost Giorgio al II-lea Contarini viețuitor pe la sfârșitul veacului al XVI.

## Conți de Jaffa
- 1106-1118 Hugo I de Puiset
- 1118-1123 Albert de Namur
- 1123-1135 Hugo al II-lea de Puiset
- 1135-1157 stăpânit de regii de Ierusalim
- 1157-1163 Amalric
- 1163-1176 stăpânit de regii de Ierusalim
- 1176-1177 Guillaume de Montferrat
- 1177-1180 stăpânit de regii de Ierusalim
- 1180-1186 Guy de Lusignan
- 1186-1187 Geoffroy de Lusignan
- 1187-1191 cucerit de musulmani
- 1191-1193 Geoffroy de Lusignan
- 1193-1221 stăpânit de regii de Ierusalim
- 1221-1246 Gautier de Brienne
- 1246-1266 Ioan I de Ibelin⁠(en)[traduceți]
- 1266-1268 Jacques de Ibelin

## Conți titulari de Jaffa și Ascalon
- 1268-1276 Jacques de Ibelin
- 1276-1304 Guy I de Ibelin
- 1304-1349 Hugo de Ibelin
- 1349-1352 Balian I de Ibelin
- 1352-1363 Guy al II-lea de Ibelin
- 1363-1365 Balian al II-lea de Ibelin
- 1365-c1375 Ioan al II-lea de Ibelin
- c1375- ? Maria de Ibelin și soțul său Reinier cel Mic
- Florin poate același cu Jaques de Flory (d. 1463)
- Ioan Perez Fabrice
- Louis Perez Fabrice
- Giorgio I Contarini
- Niccolò Contarini
- Giorgio II Contarini

## Vezi
- Cruciade